# Élodie Laronze
Pour les articles homonymes, voir Laronze.
Élodie Isabelle Laronze, née le 20 juin 1970, est une tireuse sportive française.
Elle est sacrée championne du monde de ball-trap en fosse universelle en 2012. Elle est aussi médaillée de bronze aux Championnats d'Europe de 2007 et médaillée d'argent aux Championnats du monde de 2006.

## Distinction
- Chevalier de l'ordre national du Mérite dans la promotion du 15 mai 2015[5].